# Žumberk
Žumberk (deutsch Schumberg, älter ursprünglich Sonnenberg) ist ein Městys mit 230 Einwohnern im Pardubický kraj (Tschechien). Er liegt rechtsseitig über dem Tal des Ležák am Hang der rotgefärbten Schumberger Granitberge, der hier in den Steinbrüchen gewonnen wird.

## Geschichte

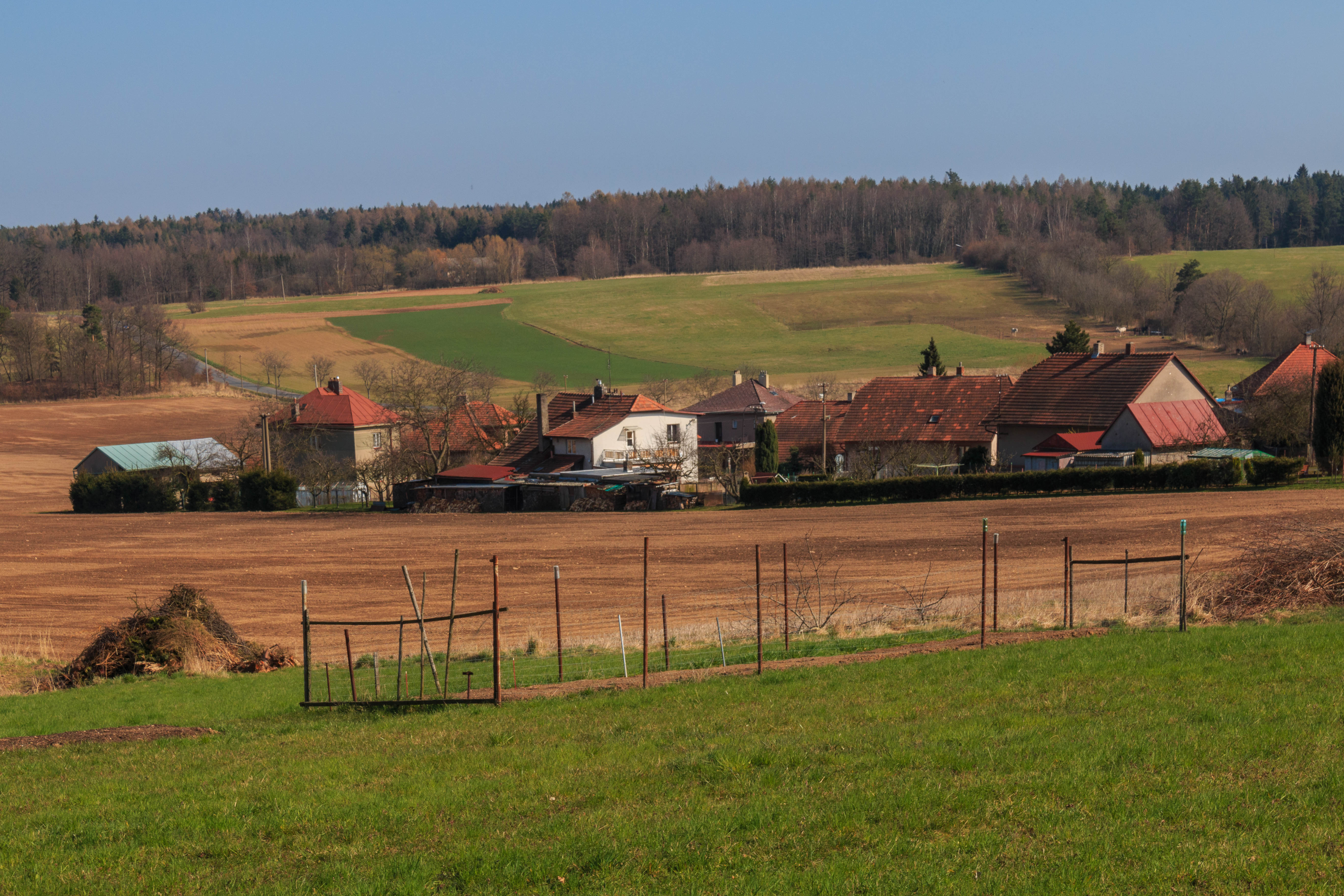
Ortsansicht

Im Jahre 2007 erhielt der Ort den Status als Městys zurück.

## Ortsname
Nach dem Onomastiker Profous leitet sich der Ortsname folgendermaßen her. Zuerst wurde der Ort im Jahre 1350 ursprünglich Sonnenberg (Sunenberk), dann 1366 Sommerberg (Somerberg), dann Zumberg, Schumberg, und auch Schutzburg genannt.

## Ortsgliederung
Zur Gemeinde Žumberk gehören die Ortsteile Částkov (Tschastkau) und Prostějov (Prostejow, älter auch Prostiegiow, Prostegow).

## Sehenswürdigkeiten

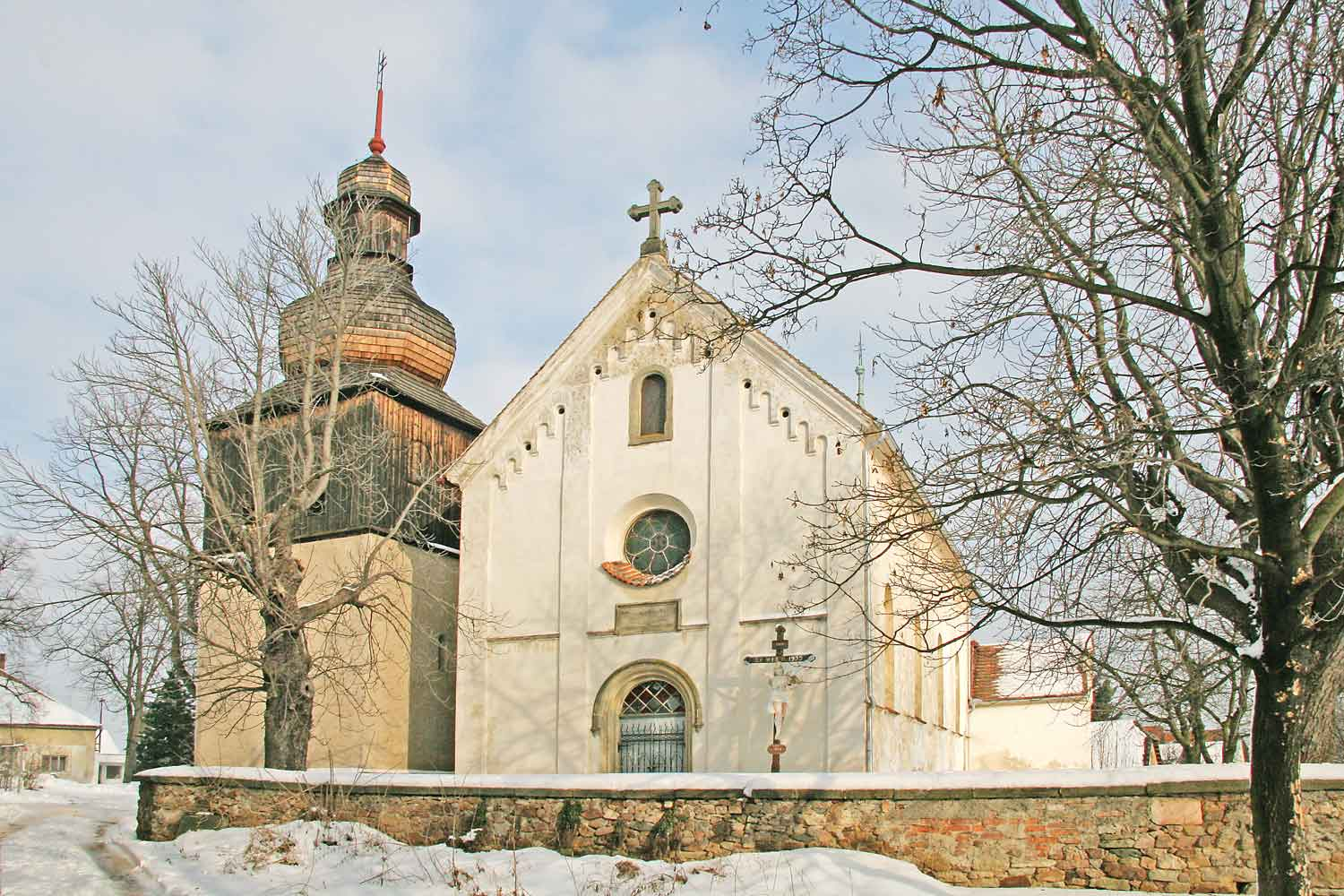
Kirche Allerheiligen

- Kirche Allerheiligen
- Denkmal des Hl. Johannes Nepomuk
- Mühle
- Ruine der Burg Žumberk

## Söhne und Töchter der Gemeinde
- Bohumil Laušman (1903–1963), Abgeordneter der Sozialen Demokratischen Partei und Industrieminister 1945–1948,.